# Innokientjewka (rejon archariński)
Innokientjewka (ros. Иннокентьевка) – wieś (ros. seło) w południowo-wschodniej Rosji, terytorialnie i administracyjnie należąca do rejonu archarinskiego, w obwodzie amurskim. 
Według danych ze spisu z 2016 roku wieś zamieszkiwało 405 mieszkańców. 